# Estrategia naval
La estrategia naval es la planificación y conducción de la guerra naval, el equivalente naval de la estrategia militar en tierra.
La estrategia naval, y el concepto relacionado de estrategia marítima, se refiere a la estrategia general para lograr la victoria en el mar, incluida la planificación y conducción de campañas militares, el movimiento y disposición de las fuerzas navales mediante las cuales un comandante asegura la ventaja de luchar en un lugar conveniente para mismos, y el engaño del enemigo. Las tácticas navales se ocupan de la ejecución de planes y maniobras de barcos o flotas en la batalla.

## Principios
Los grandes objetivos de una flota en época de guerra deben ser mantener la costa de su propio país libre de ataques, asegurar la libertad de su comercio y destruir la flota enemiga o confinarla en sus puertos. El primero y el segundo de estos objetivos pueden lograrse mediante el logro exitoso del tercero: la destrucción o parálisis de la flota hostil. Se dice que una flota que asegura la libertad de sus propias comunicaciones de un ataque tiene el mando del mar .
La estrategia naval es fundamentalmente diferente de la estrategia militar terrestre. En el mar no hay territorio que ocupar. Aparte de las pesquerías y, más recientemente, los yacimientos petrolíferos en alta mar, no hay bienes económicos que se puedan negar al enemigo ni recursos que una flota pueda explotar. Si bien un ejército puede vivir de la tierra, una flota debe depender de los suministros que lleva consigo o que se le pueden llevar.